# Carl Weisflog
Carl Weisflog (né le 27 décembre 1770 à Sagan, mort le 14 juillet 1828 à Warmbrunn) est un écrivain prussien.

## Biographie
Weisflog est le fils d'un directeur d'école. À partir de 1790, il étudie d'abord la théologie puis le droit à Königsberg. Après ses études, il est longtemps précepteur à Gumbinnen, puis juriste à Tilsit et Memel. Il devint stadtrichter (de) à Sagan en 1802 et finalement directeur du tribunal en 1827. Il meurt dans la ville thermale de Warmbrunn en 1828 pour une maladie dont il était atteint depuis ses 16 ans.
À partir de 1819, Carl Weisflog rencontre Ernst Theodor Amadeus Hoffmann et devient écrivain. Ses histoires et ses nouvelles, qu'il publie avec une grande activité, sont largement lues à l'époque, mais aujourd'hui oubliées. Deux sont la source de pièces de Johann Nestroy, Der böse Geist Lumpacivagabundus (1833) et Die Familien Zwirn, Knieriem und Leim (1834).